# Vidonín
Vidonín (Duits: Widonin) is een Tsjechische gemeente in de regio Vysočina, en maakt deel uit van het district Žďár nad Sázavou.
Vidonín telt 162 inwoners (2006).
Baliny ·
Blažkov ·
Blízkov ·
Bobrová ·
Bobrůvka ·
Bohdalec ·
Bohdalov ·
Bohuňov ·
Borovnice ·
Bory ·
Březejc ·
Březí ·
Březí nad Oslavou ·
Březské ·
Budeč ·
Bukov ·
Bystřice nad Pernštejnem ·
Býšovec ·
Cikháj ·
Černá ·
Dalečín ·
Daňkovice ·
Dlouhé ·
Dobrá Voda ·
Dolní Heřmanice ·
Dolní Libochová ·
Dolní Rožínka ·
Fryšava pod Žákovou horou ·
Hamry nad Sázavou ·
Herálec ·
Heřmanov ·
Hodíškov ·
Horní Libochová ·
Horní Radslavice ·
Horní Rožínka ·
Chlumek ·
Chlumětín ·
Chlum-Korouhvice ·
Jabloňov ·
Jámy ·
Javorek ·
Jimramov ·
Jívoví ·
Kadolec ·
Kadov ·
Karlov ·
Kněževes ·
Koroužné ·
Kotlasy ·
Kozlov ·
Krásné ·
Krásněves ·
Křídla ·
Křižánky ·
Křižanov ·
Křoví ·
Kuklík ·
Kundratice ·
Kyjov ·
Lavičky ·
Lhotka ·
Lísek ·
Líšná ·
Malá Losenice ·
Martinice ·
Matějov ·
Měřín ·
Meziříčko ·
Milasín ·
Milešín ·
Mirošov ·
Moravec ·
Moravecké Pavlovice ·
Netín ·
Nížkov ·
Nová Ves ·
Nová Ves u Nového Města na Moravě ·
Nové Dvory ·
Nové Město na Moravě ·
Nové Sady ·
Nové Veselí ·
Nový Jimramov ·
Nyklovice ·
Obyčtov ·
Ořechov ·
Oslavice ·
Oslavička ·
Osová Bítýška ·
Osové ·
Ostrov nad Oslavou ·
Otín ·
Pavlínov ·
Pavlov ·
Petráveč ·
Pikárec ·
Písečné ·
Počítky ·
Poděšín ·
Podolí ·
Pokojov ·
Polnička ·
Prosetín ·
Račice ·
Račín ·
Radenice ·
Radešín ·
Radešínská Svratka ·
Radkov ·
Radňoves ·
Radňovice ·
Radostín ·
Radostín nad Oslavou ·
Rodkov ·
Rosička ·
Rousměrov ·
Rovečné ·
Rozseč ·
Rozsochy ·
Rožná ·
Ruda ·
Rudolec ·
Řečice ·
Sázava ·
Sazomín ·
Sejřek ·
Sirákov ·
Sklené ·
Sklené nad Oslavou ·
Skorotice ·
Skřinářov ·
Sněžné ·
Spělkov ·
Strachujov ·
Stránecká Zhoř ·
Strážek ·
Střítež ·
Sulkovec ·
Světnov ·
Sviny ·
Svratka ·
Škrdlovice ·
Štěpánov nad Svratkou ·
Tasov ·
Tři Studně ·
Ubušínek ·
Uhřínov ·
Ujčov ·
Újezd ·
Unčín ·
Vatín ·
Věcov ·
Věchnov ·
Velká Bíteš ·
Velká Losenice ·
Velké Janovice ·
Velké Meziříčí ·
Velké Tresné ·
Vepřová ·
Věstín ·
Věžná ·
Vídeň ·
Vidonín ·
Vír ·
Vlachovice ·
Vlkov ·
Vojnův Městec ·
Vysoké ·
Záblatí ·
Zadní Zhořec ·
Znětínek ·
Zubří ·
Zvole ·
Ždánice ·
Žďár nad Sázavou